# Дзюли
Дзюли (пол. Dziuli) — польский дворянский герб.

## Описание
В серебряном поле три золотые ползущие змеи, поперек щита, головами вправо. 
Намёт красный, без подбоя. Встречается изображение щита без шлема и короны.

## Герб используют
Дзевульские, в прежнем Воеводстве Люблинском оседлые. Из них Игнатий Дзевульский в 1768 году был Субделегатом Красноставскаго Грода. Также роды Dziuli, Franchini, Franzberg.